# Wilhelm Reuter (Heimatdichter)
Wilhelm Reuter (* 10. Juli 1896 in Oberkleen; † 17. April 1957 in Dornholzhausen) war ein hessischer Heimatdichter, Lyriker und Landwirt.
Reuter wurde auf einem Bauernhof im Dorf Ober-Kleen in der preußischen Provinz Hessen-Nassau geboren. Schon als Schüler der Oberkleener Volksschule half er in seiner freien Zeit auf dem Bauernhof mit. Als 16-Jähriger veröffentlichte er seine ersten Gedichte im Wetzlarer Anzeiger, es folgten Gedichtbändchen wie Muttererde – Vaterland und Scholle und Geist. Mit 20 Jahren ging er als Soldat in den Ersten Weltkrieg. Er erlitt zwei schwere Verwundungen im Krieg und verarbeitete seine Erlebnisse später im Roman Maasschrecken. Reuter heiratete die Bauerntochter Luise Müller aus dem nahen Dornholzhausen, erbte den Bauernhof und betrieb ihn bis zu seinem Tod. Nach dem Zweiten Weltkrieg veröffentlichte er fast jedes Jahr einen Roman, abgedruckt in der Wetzlarer Zeitung oder im Kassler Sonntagsblatt und anderen Heimatzeitungen. Viele seiner kürzeren Werke wurden zudem in Zeitschriften und Kalendern veröffentlicht. Der Roman Die Hexe vom grauen Stein machte ihn so bekannt, dass er die Geschichte auch als Volksschauspiel herausbrachte, das neben anderen seiner Werke jährlich im nahen Hochelheim auf einer Waldbühne aufgeführt wurde. Steins Romane, Erzählungen und Gedichte – die er nur im späten Herbst und Winter schrieb, im Frühjahr und Sommer war er als Bauer auf Acker, Wiese und Hof – spielen im Wetzlarer Land und im Hüttenberger Land. Besonders seine Kurzgeschichten vermitteln ein anschauliches Bild des Menschenschlags im Hüttenberger Land mit seinen Eigenarten und seinem Humor.

## Werke
- Muttererde – Vaterland, Gedichte eines Bauern, Schnitzlersche Buchdr. u. Buchh., Wetzlar 1925
- Der Maasschrecken. Frontroman aus 1914–1918, Albin Klein, Gießen (Südanlage 21), 1929
- Die Hexe vom grauen Stein, 1950
- Das gemarterte Haus, Brühl, Gießen 1951
- Hauch der Erde, Gedichte, Schauenburg, Lahr/Schwarzwald 1955